# Basilika Unserer Lieben Frau der Gnaden

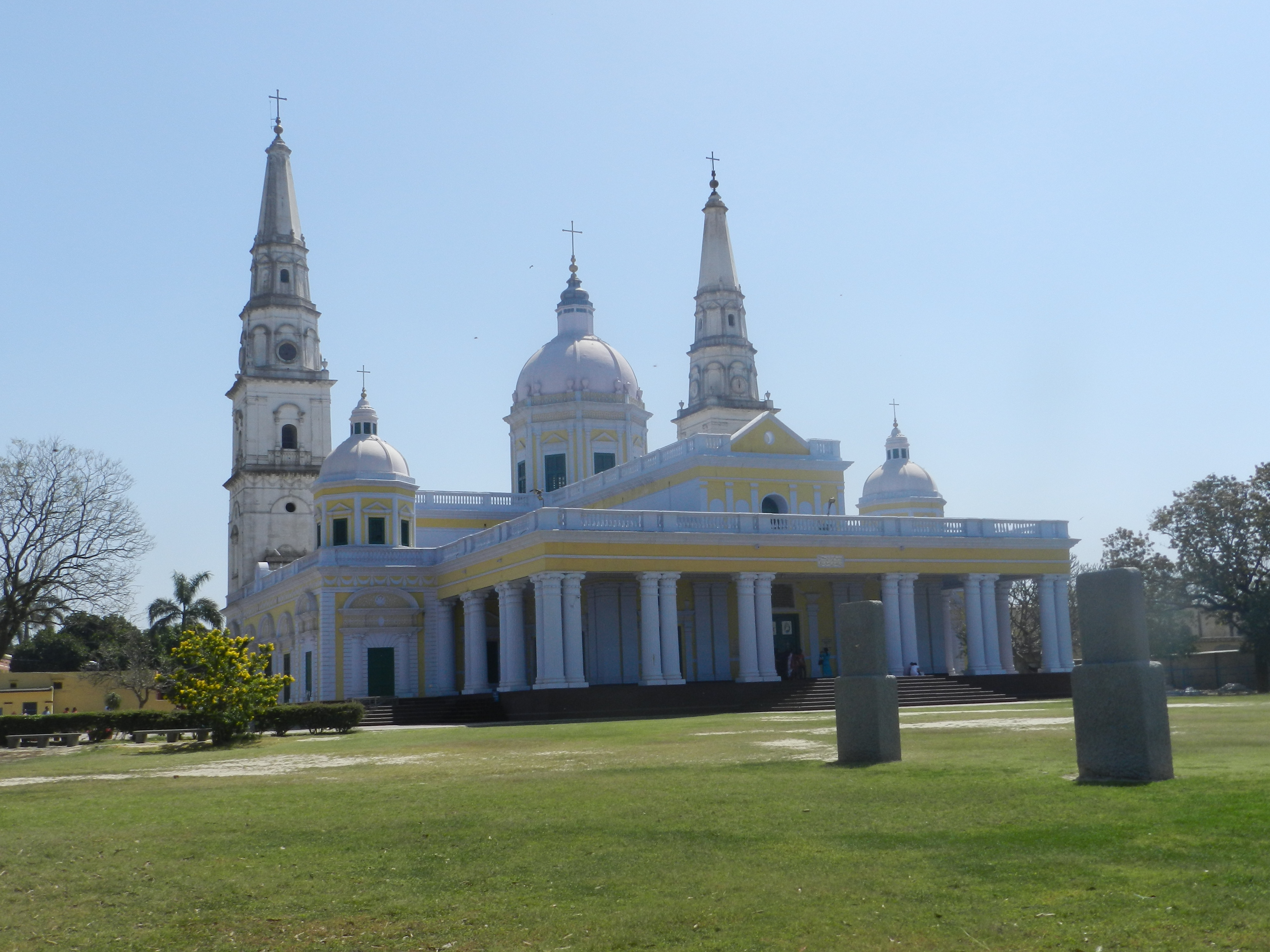
Fassade der Basilika

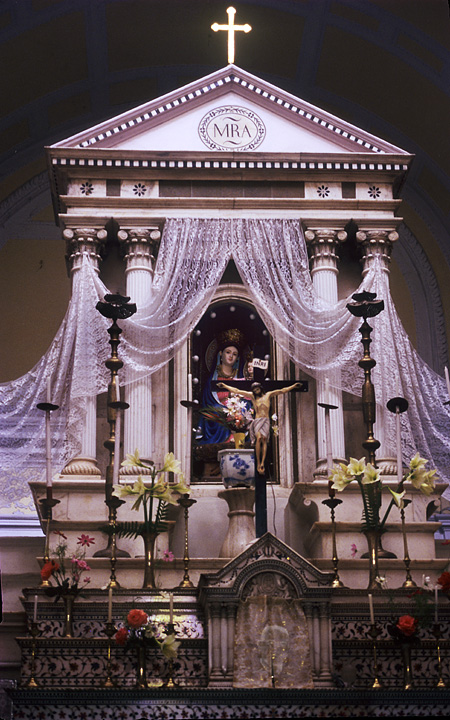
Altar der Basilika

Die Basilika Unserer Lieben Frau der Gnaden (englisch Basilica Our Lady of Graces) ist eine römisch-katholische Kirche in Sardhana, 19 km nordwestlich von Meerut im indischen Bundesstaat Uttar Pradesh. Die Kirche im Bistum Meerut ist der Gottesmutter gewidmet und trägt den Titel einer Basilica minor.

## Geschichte
Der aus Mitteleuropa gekommene Söldner Walter Reinhardt Sombre heiratete Begum Samru, eine 14-jährige Tänzerin, die nach dessen Tod 1778 ihm als Herrscherin des Fürstentums Sardhana folgte. Sie konvertierte 1781 zum Katholizismus und nahm den Namen Joanna Nobilis an. Nobilis gilt als einzige katholische Herrscherin in Indien. Sie beschloss, in Sardhana eine Kirche zu errichten und zu finanzieren. Der Bau wurde mit wertvollen Materialien von bedeutenden Handwerkern ausgeführt. Zwei große Seen in der Nähe der Kirche sind das Ergebnis des Lehmabbaus für die Backsteine des Kirchenbaus. Als Baubeginn wird 1809 gemäß einer Inschrift angenommen, die Fertigstellung erfolgte wohl 1822.
Auf Wunsch der Begum Samru an den Papst, Sardhana zu einem unabhängigen Verwaltungsbezirk zu machen, gründete Papst Gregor XVI. 1834 das Apostolische Vikariat Sardhana aus Teilen des Apostolischen Vikariats Tibet-Hindustan und ernannte Julius Cäsar Scotti zum Apostolischen Vikar. Die Kirche wurde dadurch zur Kathedrale von Sardhana. Scotti war jedoch der einzige apostolische Vikar, und schließlich wurde das apostolische Vikariat Sardhana mit dem von Agra zusammengelegt. 1961 wurde die Kirche als einzige Kirche Nordindiens durch Papst Johannes XXIII. in den Rang einer Basilica minor erhoben.

## Architektur
Der Architekt der Kirche war Antonio Reghellini, ein Italiener aus Vicenza. Die Kirche basiert auf des Petersdoms mit Einflüssen von Andrea Palladio und der indischen Architektur. Vor dem Portal steht eine Veranda mit griechischen Säulen. Über der Basilika erheben sich zwei Türme und drei prachtvolle Kuppeln, von denen eine durch Buntglasfenster den Altarraum beleuchtet.

## Ausstattung

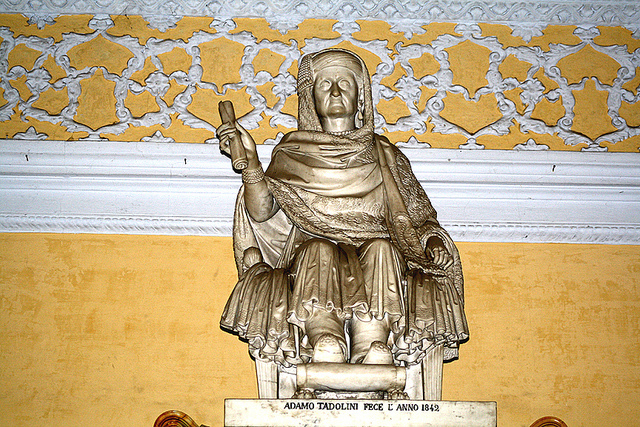
Grabmal der Begum Samru

Der Altar und sein Umfeld wurden aus Marmor gefertigt und mit Halbedelsteinen ausgestaltet. Auch der weitere Innenraum der Kirche besteht größtenteils aus Marmor, der mit höchster Handwerkskunst verarbeitet wurde.
In der Nähe des Altarraums befindet sich das hohe Grabmal der Begum. Es wurde vom italienischen Bildhauer Adamo Tadolini geschnitzt und von Italien erst nach Kalkutta und dann in Booten und Ochsenkarren von dort nach Sardhana transportiert. Es stellt die Begum Sumru auf dem Thron mit einer Schriftrolle von Kaiser Shah Alam II. dar, die ihr Sardhana als Lehen nach dem Tod ihres Mannes überträgt.